# Svenerik Jönsson
Svenerik "Jösse" Jönsson, född 18 juni 1960 i Höganäs församling, Malmöhus län, är en svensk enduroförare. Han vann Novemberkåsan sex gånger, trots problem med åksjuka på nattsträckorna och knäskada. Jönsson är även flerfaldig världsmästare, europamästare och svensk mästare.

## Meriter
- Världsmästare i Enduro: 1991 (500cc) och 1993 (350cc 4-takt).
- Europamästare i Enduro: 1986 (500cc), 1987 (500cc), 1988 (500cc), 1989 (500cc).
- Segrar i Novemberkåsan: 1981, 1982, 1985, 1987, 1990 och 1991.
- Sammanlagt 13 totalsegrar i enduroklassikern Götapokalen.

### Fotnoter
1. ↑  Sveriges befolkning
1980:
Jönsson, Svenerik
2. ↑  Sveriges befolkning 1990, CD-ROM, Version 1.00, Riksarkivet (2011).